# Az X-akták epizódjainak listája
Az alábbi lista az X-akták című televíziós sorozat epizódjainak listáját tartalmazza. Az X-akták epizódjait két csoportba lehet sorolni: Mitológia (Mythology) és a Hét Szörnye (Monster of the Week). A Mitológia-epizódok feltétlenül szükségesek a sorozat történetének megértéséhez, a Hét Szörnye-epizódok egyedülálló nyomozások.
A mitológia-epizódokat ezen a listán §-sal jelöljük.
A negyedik évadtól kezdődően előfordul, hogy a vetítési időpontok alapján más az epizódok sorrendje, mint a produkciós kódok alapján.

## Évadok
| Évadok | Évadok                               | Epizódok | Eredeti vetítés kezdete | Eredeti vetítés vége | Eredeti DVD megjelenés | Magyarországi DVD megjelenés |
| ------ | ------------------------------------ | -------- | ----------------------- | -------------------- | ---------------------- | ---------------------------- |
|        | 1. évad                              | 24       | 1993. szeptember 10.    | 1994. május 13.      | 2000. május 9.         | 2010. április 7.             |
|        | 2. évad                              | 25       | 1994. szeptember 16.    | 1995. május 19.      | 2000. november 28.     | 2010. május 12.              |
|        | 3. évad                              | 24       | 1995. szeptember 22.    | 1996. május 17.      | 2001. május 8.         | 2011. május 25.              |
|        | 4. évad                              | 24       | 1996. október 4.        | 1997. május 18.      | 2001. november 13.     | Nem jelent meg               |
|        | 5. évad                              | 20       | 1997. november 2.       | 1998. május 17.      | 2002. május 14.        | Nem jelent meg               |
|        | X-akták – Szállj harcba a jövő ellen | Film     | 1998. június 19.        | 1998. június 19.     | 1999. április 5.       | 2000. március 2.             |
|        | 6. évad                              | 22       | 1998. november 8.       | 1999. május 16.      | 2002. november 5.      | Nem jelent meg               |
|        | 7. évad                              | 22       | 1999. november 7.       | 2000. május 21.      | 2003. május 13.        | Nem jelent meg               |
|        | 8. évad                              | 21       | 2000. november 5.       | 2001. május 20.      | 2003. november 4.      | Nem jelent meg               |
|        | 9. évad                              | 20       | 2001. november 11.      | 2002. május 19.      | 2004. május 11.        | Nem jelent meg               |
|        | X-akták: Hinni akarok                | Film     | 2008. július 25.        | 2008. július 25.     | 2008. december 2.      | 2008. december 10.           |
|        | 10. évad                             | 6        | 2016. január 24.        | 2016. február 22.    | 2016. június 14.       | 2016. szeptember 16.         |
|        | 11. évad                             | 10       | 2018. január 3.         | 2018. március 21.    | 2018. július 23.       | 2018. augusztus 22.          |

## Első évad (1993–1994)
| #  | Cím                                            | Rendezte         | Írta                            | Eredeti vetítés dátuma | Prod. kód |
| -- | ---------------------------------------------- | ---------------- | ------------------------------- | ---------------------- | --------- |
| 1  | „Sebhelyek §” “Pilot”                          | Robert Mandel    | Chris Carter                    | 1993. szeptember 10.   | 1X79      |
| 2  | „A támaszpont §” “Deep Throat”                 | Daniel Sackheim  | Chris Carter                    | 1993. szeptember 17.   | 01x01     |
| 3  | „A gumiember” “Squeeze”                        | Harry Longstreet | Glen Morgan & James Wong        | 1993. szeptember 24.   | 01x02     |
| 4  | „A csatorna” “Conduit”                         | Daniel Sackheim  | Alex Gansa & Howard Gordon      | 1993. október 1.       | 01x03     |
| 5  | „A jerseyi ördög” “The Jersey Devil”           | Joe Napolitano   | Chris Carter                    | 1993. október 8.       | 01x04     |
| 6  | „Árnyak” “Shadows”                             | Michael Katleman | Glen Morgan & James Wong        | 1993. október 22.      | 01x05     |
| 7  | „Szellem a computerben” “Ghost in the Machine” | Jerrold Freedman | Howard Gordon & Alex Gansa      | 1993. október 29.      | 01x06     |
| 8  | „A jég” “Ice”                                  | David Nutter     | Glen Morgan & James Wong        | 1993. november 5.      | 01x07     |
| 9  | „A világűr” “Space”                            | William Graham   | Chris Carter                    | 1993. november 12.     | 01x08     |
| 10 | „Bukott angyal §” “Fallen Angel”               | Larry Shaw       | Howard Gordon & Alex Gansa      | 1993. november 19.     | 01x09     |
| 11 | „Évák” “Eve”                                   | Fred Gerber      | Kenneth Biller & Chris Brancato | 1993. december 10.     | 01x10     |
| 12 | „A tűz” “Fire”                                 | Larry Shaw       | Chris Carter                    | 1993. december 17.     | 01x11     |
| 13 | „A látnok” “Beyond the Sea”                    | David Nutter     | Glen Morgan & James Wong        | 1994. január 7.        | 01x12     |
| 14 | „Nemváltók” “Gender Bender”                    | Rob Bowman       | Larry Barber & Paul Barber      | 1994. január 21.       | 01x13     |
| 15 | „Lázár” “Lazarus”                              | David Nutter     | Alex Gansa & Howard Gordon      | 1994. február 4.       | 01x14     |
| 16 | „Aki a szívében ifjú” “Young at Heart”         | Michael Lange    | Scott Kaufer & Chris Carter     | 1994. február 11.      | 01x15     |
| 17 | „A földönkívüli §” “E.B.E.”                    | William Graham   | Glen Morgan & James Wong        | 1994. február 18.      | 01x16     |
| 18 | „A csodatevő” “Miracle Man”                    | Michael Lange    | Howard Gordon & Chris Carter    | 1994. március 18.      | 01x17     |
| 19 | „Alakok” “Shapes”                              | David Nutter     | Marilyn Osborn                  | 1994. április 1.       | 01x18     |
| 20 | „Leszáll az éj” “Darkness Falls”               | Joe Napolitano   | Chris Carter                    | 1994. április 15.      | 01x19     |
| 21 | „A gumiember visszatér” “Tooms”                | David Nutter     | Glen Morgan & James Wong        | 1994. április 22.      | 01x20     |
| 22 | „Az újjászületés” “Born Again”                 | Jerrold Freedman | Howard Gordon & Alex Gansa      | 1994. április 29.      | 01x21     |
| 23 | „Roland” “Roland”                              | David Nutter     | Chris Ruppenthal                | 1994. május 6.         | 01x22     |
| 24 | „A lombik §” “The Erlenmeyer Flask”            | R.W. Goodwin     | Chris Carter                    | 1994. május 13.        | 01x23     |

## Második évad (1994–1995)
| #  | Cím                                          | Rendezte           | Írta                                                             | Eredeti vetítés dátuma | Prod. kód |
| -- | -------------------------------------------- | ------------------ | ---------------------------------------------------------------- | ---------------------- | --------- |
| 1  | „Apró zöld emberkék §” “Little Green Men”    | David Nutter       | Glen Morgan & James Wong                                         | 1994. szeptember 16.   | 02x01     |
| 2  | „A gazda” “The Host”                         | Daniel Sackheim    | Chris Carter                                                     | 1994. szeptember 23.   | 02x02     |
| 3  | „Vér” “Blood”                                | David Nutter       | Forgatókönyv: Glen Morgan & James Wong Sztori: Darin Morgan      | 1994. szeptember 30.   | 02x03     |
| 4  | „Az álmatlanság” “Sleepless”                 | Rob Bowman         | Howard Gordon                                                    | 1994. október 7.       | 02x04     |
| 5  | „Duane Barry §” “Duane Barry”                | Chris Carter       | Chris Carter                                                     | 1994. október 14.      | 02x05     |
| 6  | „Fel a csillagokba §” “Ascension”            | Michael Lange      | Paul Brown                                                       | 1994. október 21.      | 02x06     |
| 7  | „Szentháromság” “3”                          | David Nutter       | Chris Ruppenthal, Glen Morgan & James Wong                       | 1994. november 4.      | 02x07     |
| 8  | „Egy lélegzet §” “One Breath”                | R.W. Goodwin       | Glen Morgan & James Wong                                         | 1994. november 11.     | 02x08     |
| 9  | „Tűzjáró” “Firewalker”                       | David Nutter       | Howard Gordon                                                    | 1994. novtember 18.    | 02x09     |
| 10 | „A vörös múzeum §” “Red Museum”              | Win Phelps         | Chris Carter                                                     | 1994. december 9.      | 02x10     |
| 11 | „Excelsis dei” “Excelsis dei”                | Steven Surjik      | Paul Brown                                                       | 1994. december 16.     | 02x11     |
| 12 | „Aubrey” “Aubrey”                            | Rob Bowman         | Sara B. Charno                                                   | 1995. január 6.        | 02x12     |
| 13 | „Az ellenállhatatlan” “Irresistible”         | David Nutter       | Chris Carter                                                     | 1995. január 13.       | 02x13     |
| 14 | „A kéz, amely sebez” “Die Hand Die Verletzt” | Kim Manners        | Glen Morgan & James Wong                                         | 1995. január 27.       | 02x14     |
| 15 | „Friss csontok” “Fresh Bones”                | Rob Bowman         | Howard Gordon                                                    | 1995. február 3.       | 02x15     |
| 16 | „A látogatók §” “Colony”                     | Nick Marck         | Forgatókönyv: Chris Carter Sztori: David Duchovny & Chris Carter | 1995. február 10.      | 02x16     |
| 17 | „Végjáték §” “End Game”                      | Rob Bowman         | Frank Spotnitz                                                   | 1995. február 17.      | 02x17     |
| 18 | „Rettentő szimmetria” “Fearful Symmetry”     | James Whitmore Jr. | Steve De Jarnatt                                                 | 1995. február 24.      | 02x18     |
| 19 | „A hajó” “Død Kalm”                          | Rob Bowman         | Forgatókönyv: Howard Gordon & Alex Gansa Sztori: Howard Gordon   | 1995. március 10.      | 02x19     |
| 20 | „Szemfényvesztés” “Humbug”                   | Darin Morgan       | Kim Manners                                                      | 1995. március 31.      | 02x20     |
| 21 | „A gonosz szíve” “The Căluşari”              | Michael Vejar      | Sara B. Charno                                                   | 1995. április 14.      | 02x21     |
| 22 | „A járvány” “F. Emasculata”                  | Rob Bowman         | Chris Carter & Howard Gordon                                     | 1995. április 28.      | 02x22     |
| 23 | „Szórt fény” “Soft Light”                    | James A. Contner   | Vince Gilligan                                                   | 1995. május 5.         | 02x23     |
| 24 | „A mi városunk” “Our Town”                   | Rob Bowman         | Frank Spotnitz                                                   | 1995. május 12.        | 02x24     |
| 25 | „Anasazi §” “Anasazi”                        | R.W. Goodwin       | Forgatókönyv: Chris Carter Sztori: David Duchovny & Chris Carter | 1995. május 19.        | 02x25     |

## Harmadik évad (1995–1996)
| #  | Cím                                                               | Rendezte         | Írta                                                               | Eredeti vetítés dátuma Magyar vetítés dátuma | Prod. kód |
| -- | ----------------------------------------------------------------- | ---------------- | ------------------------------------------------------------------ | -------------------------------------------- | --------- |
| 1  | „Az áldást hozó ének §” “The Blessing Way”                        | R. W. Goodwin    | Chris Carter                                                       | 1995. szeptember 22.                         | 03x01     |
| 2  | „Gemkapocs-akció §” “Paper Clip”                                  | Rob Bowman       | Chris Carter                                                       | 1995. szeptember 29.                         | 03x02     |
| 3  | „D.P.O.” “D.P.O.”                                                 | Kim Manners      | Howard Gordon                                                      | 1995. október 6.                             | 03x03     |
| 4  | „Clyde Bruckman végső nyugodalma” “Clyde Bruckman's Final Repose” | David Nutter     | Darin Morgan                                                       | 1995. október 13. 1998. december 4.          | 03x04     |
| 5  | „A lista” “The List”                                              | Chris Carter     | Chris Carter                                                       | 1995. október 20.                            | 03x05     |
| 6  | „Veszélyes kapcsolat” “2Shy”                                      | David Nutter     | Jeffrey Vlaming                                                    | 1995. november 3.                            | 03x06     |
| 7  | „A séta” “The Walk”                                               | Rob Bowman       | John Shiban                                                        | 1995. november 10.                           | 03x07     |
| 8  | „Nefelejcs” “Oubliette”                                           | Kim Manners      | Charles Grant Craig                                                | 1995. november 17.                           | 03x08     |
| 9  | „A vonat §” “Nisei”                                               | David Nutter     | Chris Carter & Howard Gordon & Frank Spotnitz                      | 1995. november 24.                           | 03x09     |
| 10 | „Félemberek §” “731”                                              | Rob Bowman       | Frank Spotnitz                                                     | 1995. december 1.                            | 03x10     |
| 11 | „Jézus sebei” “Revelations”                                       | David Nutter     | Kim Newton                                                         | 1995. december 15.                           | 03x11     |
| 12 | „Gyilkos csótányok” “War of the Coprophages”                      | Kim Manners      | Darin Morgan                                                       | 1996. január 5.                              | 03x12     |
| 13 | „Szizigium” “Syzygy”                                              | Rob Bowman       | Chris Carter                                                       | 1996. január 26.                             | 03x13     |
| 14 | „Groteszk” “Grotesque”                                            | Kim Manners      | Howard Gordon                                                      | 1996. február 2.                             | 03x14     |
| 15 | „Piper Maru §” “Piper Maru”                                       | Rob Bowman       | Frank Spotnitz & Chris Carter                                      | 1996. február 9.                             | 03x15     |
| 16 | „Az Apokrif könyvek §” “Apocrypha”                                | Kim Manners      | Frank Spotnitz & Chris Carter                                      | 1996. február 16.                            | 03x16     |
| 17 | „A törtető” “Pusher”                                              | Rob Bowman       | Vince Gilligan                                                     | 1996. február 23.                            | 03x17     |
| 18 | „Az átok” “Teso Dos Bichos”                                       | Kim Manners      | John Shiban                                                        | 1996. március 8.                             | 03x18     |
| 19 | „A pokol váltságdíja” “Hell Money”                                | Tucker Gates     | Jeffrey Vlaming                                                    | 1996. március 29.                            | 03x19     |
| 20 | „Látogatók” “Jose Chung's From Outer Space”                       | Rob Bowman       | Darin Morgan                                                       | 1996. április 12.                            | 03x20     |
| 21 | „Skinner őrangyala” “Avatar”                                      | James Charleston | Forgatókönyv: Howard Gordon Sztori: David Duchovny & Howard Gordon | 1996. április 26.                            | 03x21     |
| 22 | „Veszélyes vizeken” “Quagmire”                                    | Kim Manners      | Kim Newton                                                         | 1996. május 3.                               | 03x22     |
| 23 | „Agymosógép” “Wetwired”                                           | Rob Bowman       | Mat Beck                                                           | 1996. május 10.                              | 03x23     |
| 24 | „Leányka, kelj fel! §” “Talitha Cumi”                             | R. W. Goodwin    | Forgatókönyv: Chris Carter Sztori: David Duchovny & Chris Carter   | 1996. május 17.                              | 03x24     |

## Negyedik évad (1996–1997)
| #  | Cím                                                                         | Rendezte         | Írta                                                             | Eredeti vetítés dátuma | Prod. kód |
| -- | --------------------------------------------------------------------------- | ---------------- | ---------------------------------------------------------------- | ---------------------- | --------- |
| 1  | „A felsőbbrendű faj §” “Herrenvolk”                                         | R. W. Goodwin    | Chris Carter                                                     | 1996. október 4.       | 04x01     |
| 2  | „Az otthon” “Home”                                                          | Kim Manners      | Glen Morgan & James Wong                                         | 1996. október 11.      | 04x03     |
| 3  | „Teliko” “Teliko”                                                           | James Charleston | Howard Gordon                                                    | 1996. október 18.      | 04x04     |
| 4  | „Nyugtalanság” “Unruhe”                                                     | Rob Bowman       | Vince Gilligan                                                   | 1996. október 27.      | 04x02     |
| 5  | „A mező, ahol meghaltam” “The Field Where I Died”                           | Rob Bowman       | Glen Morgan & James Wong                                         | 1996. november 3.      | 04x05     |
| 6  | „Véráldozat” “Sanguinarium”                                                 | Kim Manners      | Valerie Mayhew & Vivian Mayhew                                   | 1996. november 10.     | 04x06     |
| 7  | „Egy láncdohányos visszaemlékezései §” “Musings of a Cigarette Smoking Man” | James Wong       | Glen Morgan                                                      | 1996. november 17.     | 04x07     |
| 8  | „Tunguzka §” “Tunguska”                                                     | Kim Manners      | Frank Spotnitz & Chris Carter                                    | 1996. november 24.     | 04x09     |
| 9  | „Terma §” “Terma”                                                           | Rob Bowman       | Frank Spotnitz & Chris Carter                                    | 1996. december 1.      | 04x10     |
| 10 | „Szívecskék” “Paper Hearts”                                                 | Rob Bowman       | Vince Gilligan                                                   | 1996. december 15.     | 04x08     |
| 11 | „El Mundo Gira” “El Mundo Gira”                                             | Tucker Gates     | John Shiban                                                      | 1997. január 12.       | 04x11     |
| 12 | „Leonard Betts” “Leonard Betts”                                             | Kim Manners      | Vince Gilligan & John Shiban & Frank Spotnitz                    | 1997. január 26.       | 04x14     |
| 13 | „Soha többé” “Never Again”                                                  | Rob Bowman       | Glen Morgan & James Wong                                         | 1997. február 2.       | 04x13     |
| 14 | „Emlékezz az elmúlásra §” “Memento Mori”                                    | Rob Bowman       | Chris Carter & Vince Gilligan & John Shiban & Frank Spotnitz     | 1997. február 9.       | 04x15     |
| 15 | „Halotti imádság” “Kaddish”                                                 | Kim Manners      | Howard Gordon                                                    | 1997. február 16.      | 04x12     |
| 16 | „Megtorlás” “Unrequited”                                                    | Michael Lange    | Forgatókönyv: Howard Gordon & Chris Carter Sztori: Howard Gordon | 1997. február 23.      | 04x16     |
| 17 | „Repül az idő §” “Tempus Fugit”                                             | Rob Bowman       | Chris Carter & Frank Spotnitz                                    | 1997. március 16.      | 04x17     |
| 18 | „Max §” “Max”                                                               | Kim Manners      | Chris Carter & Frank Spotnitz                                    | 1997. március 23.      | 04x18     |
| 19 | „Időutazás” “Synchrony”                                                     | James Charleston | Howard Gordon & David Greenwalt                                  | 1997. április 13.      | 04x19     |
| 20 | „Krumpli-fejecskék” “Small Potatoes”                                        | Cliff Bole       | Vince Gilligan                                                   | 1997. április 20.      | 04x20     |
| 21 | „Eredménytelen §” “Zero Sum”                                                | Kim Manners      | Howard Gordon & Frank Spotnitz                                   | 1997. április 27.      | 04x21     |
| 22 | „Elégia” “Elegy”                                                            | James Charleston | John Shiban                                                      | 1997. május 4.         | 04x22     |
| 23 | „Démonok §” “Demons”                                                        | Kim Manners      | R. W. Goodwin                                                    | 1997. május 11.        | 04x23     |
| 24 | „Gethsemane §” “Gethsemane”                                                 | R. W. Goodwin    | Chris Carter                                                     | 1997. május 18.        | 04x24     |

## Ötödik évad (1997–1998)
| #  | Cím                                                    | Rendezte          | Írta                                                                       | Eredeti vetítés dátuma | Prod. kód |
| -- | ------------------------------------------------------ | ----------------- | -------------------------------------------------------------------------- | ---------------------- | --------- |
| 1  | „Visszatérés §” “Redux”                                | R. W. Goodwin     | Chris Carter                                                               | 1997. november 2.      | 05x02     |
| 2  | „Visszatérés 2 §” “Redux II”                           | Kim Manners       | Chris Carter                                                               | 1997. november 9.      | 05x03     |
| 3  | „Szokatlan gyanúsítottak” “Unusual Suspects”           | Kim Manners       | Vince Gilligan                                                             | 1997. november 16.     | 05x01     |
| 4  | „Kitérő” “Detour”                                      | Brett Dowler      | Frank Spotnitz                                                             | 1997. november 23.     | 05x04     |
| 5  | „Posztmodern Prométheusz” “The Post-Modern Prometheus” | Chris Carter      | Chris Carter                                                               | 1997. november 30.     | 05x06     |
| 6  | „Karácsonyi ének §” “Christmas Carol”                  | Peter Markle      | Vince Gilligan & John Shiban & Frank Spotnitz                              | 1997. december 7.      | 05x05     |
| 7  | „Emily §” “Emily”                                      | Kim Manners       | Vince Gilligan & John Shiban & Frank Spotnitz                              | 1997. december 14.     | 05x07     |
| 8  | „Rókavadászat” “Kitsunegari”                           | Daniel Sackheim   | Vince Gilligan & Tim Minear                                                | 1998. január 4.        | 05x08     |
| 9  | „Gyökerek” “Schizogeny”                                | Ralph Hemecker    | Jessica Scott & Mike Wollaeger                                             | 1998. január 11.       | 05x09     |
| 10 | „Igéző szemek” “Chinga”                                | Kim Manners       | Stephen King & Chris Carter                                                | 1998. február 8.       | 05x10     |
| 11 | „A pusztító” “Kill Switch”                             | Rob Bowman        | William Gibson & Tom Maddox                                                | 1998. február 15.      | 05x11     |
| 12 | „Rossz vér” “Bad Blood”                                | Cliff Bole        | Vince Gilligan                                                             | 1998. február 22.      | 05x12     |
| 13 | „X páciens §” “Patient X”                              | Kim Manners       | Chris Carter & Frank Spotnitz                                              | 1998. március 1.       | 05x13     |
| 14 | „A vörös és a fekete §” “The Red and the Black”        | Chris Carter      | Chris Carter & Frank Spotnitz                                              | 1998. március 8.       | 05x14     |
| 15 | „Útitársak” “Travelers”                                | William A. Graham | John Shiban & Frank Spotnitz                                               | 1998. március 29.      | 05x15     |
| 16 | „Lelki szemek” “Mind's Eye”                            | Kim Manners       | Tim Minear                                                                 | 1998. április 19.      | 05x16     |
| 17 | „Minden lélek” “All Souls”                             | Allen Coulter     | Forgatókönyv: Frank Spotnitz & John Shiban Sztori: Billy Brown & Dan Angel | 1998. április 26.      | 05x17     |
| 18 | „A baktérium variáns” “The Pine Bluff Variant”         | Rob Bowman        | John Shiban                                                                | 1998. május 3.         | 05x18     |
| 19 | „Elbújik a fényben” “Folie a Deux”                     | Kim Manners       | Vince Gilligan                                                             | 1998. május 10.        | 05x19     |
| 20 | „Vége §” “The End”                                     | R. W. Goodwin     | Chris Carter                                                               | 1998. május 17.        | 05x20     |

## X-akták – Szállj harcba a jövő ellen(1998)
| Cím | Rendezte   | Írta                                                             | Eredeti bemutató dátuma | Magyarországi bemutató dátuma | Eredeti DVD megjelenés dátuma | Magyarországi DVD megjelenés dátuma |
| --- | ---------- | ---------------------------------------------------------------- | ----------------------- | ----------------------------- | ----------------------------- | ----------------------------------- |
| X-akták – Szállj harcba a jövő ellen | Rob Bowman | Forgatókönyv: Chris Carter Sztori: Chris Carter & Frank Spotnitz | 1998. június 19.        | 1998. október 22.             | 1999. április 5.              | 2000. március 2.                    |
| Öt esztendei vizsgálat után a kormány lezártnak tekinti az X-aktákat. Egy dallasi eset kapcsán azonban Mulder ügynök ismét gyanút fog. A városban ugyanis felrobbant és porig égett az egyik épület. A romok között pedig emberi maradványokat találtak. Muldernek a fülébe jut, hogy talán nem is igazi áldozatok ők, már halottak voltak, amikor a robbanás történt. Úgy tűnik, hogy a kormány valamilyen titkos program bizonyítékait akarta így eltüntetni. Mulder választ szeretne kapni a kérdéseire. Amikor a társát Scullyt elrabolják, nyomozni kezd, és megdöbbentő felfedezésre jut. |            |                                                                  |                         |                               |                               |                                     |

## Hatodik évad (1998–1999)
| #  | Cím                                                                          | Rendezte        | Írta                                                              | Eredeti vetítés dátuma | Prod. kód |
| -- | ---------------------------------------------------------------------------- | --------------- | ----------------------------------------------------------------- | ---------------------- | --------- |
| 1  | „A kezdet §” “The Beginning”                                                 | Kim Manners     | Chris Carter                                                      | 1998. november 8.      | 6ABx01    |
| 2  | „Száguldás” “Drive”                                                          | Rob Bowman      | Vince Gilligan                                                    | 1998. november 15.     | 6ABx02    |
| 3  | „Háromszög” “Triangle”                                                       | Chris Carter    | Chris Carter                                                      | 1998. november 22.     | 6ABx03    |
| 4  | „Álomvilág” “Dreamland”                                                      | Kim Manners     | Vince Gilligan & John Shiban & Frank Spotnitz                     | 1998. november 29.     | 6ABx04    |
| 5  | „Álomvilág 2” “Dreamland II”                                                 | Michael Watkins | Vince Gilligan & John Shiban & Frank Spotnitz                     | 1998. december 6.      | 6ABx05    |
| 6  | „Hogyan lopták el a szellemek a Karácsonyt” “How the Ghosts Stole Christmas” | Chris Carter    | Chris Carter                                                      | 1998. december 13.     | 6ABx08    |
| 7  | „Becéző szavak” “Terms of Endearment”                                        | Rob Bowman      | David Amann                                                       | 1999. január 3.        | 6ABx06    |
| 8  | „Esőkirály” “The Rain King”                                                  | Kim Manners     | Jeffrey Bell                                                      | 1999. január 10.       | 6ABx07    |
| 9  | „S.R. 819 §” “S.R. 819”                                                      | Daniel Sackheim | John Shiban                                                       | 1999. január 17.       | 6ABx10    |
| 10 | „Tithonus” “Tithonus”                                                        | Michael Watkins | Vince Gilligan                                                    | 1999. január 24.       | 6ABx09    |
| 11 | „Két apa §” “Two Fathers”                                                    | Kim Manners     | Chris Carter & Frank Spotnitz                                     | 1999. február 7.       | 6ABx11    |
| 12 | „Egy fiú §” “One Son”                                                        | Rob Bowman      | Chris Carter & Frank Spotnitz                                     | 1999. február 14.      | 6ABx12    |
| 13 | „Agua Mala” “Agua Mala”                                                      | Rob Bowman      | David Amann                                                       | 1999. február 21.      | 6ABx14    |
| 14 | „Hétfő” “Monday”                                                             | Kim Manners     | Vince Gilligan & John Shiban                                      | 1999. február 28.      | 6ABx15    |
| 15 | „Árkádia” “Arcadia”                                                          | Michael Watkins | Daniel Arkin                                                      | 1999. március 7.       | 6ABx13    |
| 16 | „Alfa” “Alpha”                                                               | Peter Markle    | Jeffrey Bell                                                      | 1999. március 28.      | 6ABx16    |
| 17 | „Trevor” “Trevor”                                                            | Rob Bowman      | Jim Guttridge & Ken Hawryliw                                      | 1999. április 11.      | 6ABx17    |
| 18 | „Milagro” “Milagro”                                                          | Kim Manners     | Forgatókönyv: Chris Carter Sztori: John Shiban & Frank Spotnitz   | 1999. április 18.      | 6ABx18    |
| 19 | „Hazafutás” “The Unnatural”                                                  | David Duchovny  | David Duchovny                                                    | 1999. április 25.      | 6ABx20    |
| 20 | „Suzanne” “Three of a Kind”                                                  | Bryan Spicer    | Vince Gilligan & John Shiban                                      | 1999. május 2.         | 6ABx19    |
| 21 | „Terepbejárás” “Field Trip”                                                  | Kim Manners     | Forgatókönyv: John Shiban & Vince Gilligan Sztori: Frank Spotnitz | 1999. május 9.         | 6ABx21    |
| 22 | „Az élet eredete §” “Biogenesis”                                             | Rob Bowman      | Chris Carter & Frank Spotnitz                                     | 1999. május 16.        | 6ABx22    |

## Hetedik évad (1999–2000)
Az X-akták 7. évad 18-adik részében, melynek címe: X-márka, hivatkozás van a Fűrész filmre. Az X-akták ezen észében Tobin Bell játssza a gyilkost, miközben a rák ellenszerét keresi.
| #  | Cím                                                        | Rendezte         | Írta                                          | Eredeti vetítés dátuma | Prod. kód |
| -- | ---------------------------------------------------------- | ---------------- | --------------------------------------------- | ---------------------- | --------- |
| 1  | „A hatodik kipusztulás §” “The Sixth Extinction”           | Kim Manners      | Chris Carter                                  | 1999. november 7.      | 07x03     |
| 2  | „Végzetes szerelem §” “The Sixth Extinction II: Amor Fati” | Michael Watkins  | David Duchovny & Chris Carter                 | 1999. november 14.     | 07x04     |
| 3  | „Éhség” “Hungry”                                           | Kim Manners      | Vince Gilligan                                | 1999. november 21.     | 07x01     |
| 4  | „Ezredforduló” “Millennium”                                | Thomas J. Wright | Vince Gilligan & Frank Spotnitz               | 1999. november 28.     | 07x05     |
| 5  | „Rohanás” “Rush”                                           | Robert Lieberman | David Amann                                   | 1999. december 5.      | 07x06     |
| 6  | „A Goldberg változat” “The Goldberg Variation”             | Thomas J. Wright | Jeffrey Bell                                  | 1999. december 12.     | 07x02     |
| 7  | „Imádság” “Orison”                                         | Rob Bowman       | Chip Johannessen                              | 2000. január 9.        | 07x07     |
| 8  | „A csodálatos Maleeni” “The Amazing Maleeni”               | Thomas J. Wright | Vince Gilligan & John Shiban & Frank Spotnitz | 2000. január 16.       | 07x08     |
| 9  | „Jelek és csodák” “Signs & Wonders”                        | Kim Manners      | Jeffrey Bell                                  | 2000. január 23.       | 07x09     |
| 10 | „Lét és idő §” “Sein und Zeit”                             | Michael Watkins  | Chris Carter & Frank Spotnitz                 | 2000. február 6.       | 07x10     |
| 11 | „Közelség §” “Closure”                                     | Kim Manners      | Chris Carter & Frank Spotnitz                 | 2000. február 13.      | 07x11     |
| 12 | „X-zsaruk” “X-Cops”                                        | Michael Watkins  | Vince Gilligan                                | 2000. február 20.      | 07x12     |
| 13 | „Valóságos virtualitás” “First Person Shooter”             | Chris Carter     | William Gibson & Tom Maddox                   | 2000. február 27.      | 07x13     |
| 14 | „Tolvaj” “Theef”                                           | Kim Manners      | Vince Gilligan & John Shiban & Frank Spotnitz | 2000. március 12.      | 07x14     |
| 15 | „Egy barát §” “En Ami”                                     | Rob Bowman       | William B. Davis                              | 2000. március 19.      | 07x15     |
| 16 | „Kiméra” “Chimera”                                         | Cliff Bole       | David Amann                                   | 2000. április 2.       | 07x16     |
| 17 | „Minden létező” “all things”                               | Gillian Anderson | Gillian Anderson                              | 2000. április 9.       | 07x17     |
| 18 | „X-márka” “Brand X”                                        | Kim Manners      | Steven Maeda & Greg Walker                    | 2000. április 16.      | 07x19     |
| 19 | „Hollywoodi buli” “Hollywood A.D.”                         | David Duchovny   | David Duchovny                                | 2000. április 30.      | 07x18     |
| 20 | „Harcosok klubja” “Fight Club”                             | Paul Shapiro     | Chris Carter                                  | 2000. május 7.         | 07x20     |
| 21 | „Három kívánság” “Je Souhaite”                             | Vince Gilligan   | Vince Gilligan                                | 2000. május 14.        | 07x21     |
| 22 | „Rekviem §” “Requiem”                                      | Kim Manners      | Chris Carter                                  | 2000. május 21.        | 07x22     |

## Nyolcadik évad (2000–2001)
| #  | Cím                                           | Rendezte        | Írta                                                           | Eredeti vetítés dátuma | Prod. kód |
| -- | --------------------------------------------- | --------------- | -------------------------------------------------------------- | ---------------------- | --------- |
| 1  | „Ellopott lelkek §” “Within”                  | Kim Manners     | Chris Carter                                                   | 2000. november 5.      | 08x01     |
| 2  | „Ellopott lelkek 2 §” “Without”               | Kim Manners     | Chris Carter                                                   | 2000. november 12.     | 08x02     |
| 3  | „Türelem” “Patience”                          | Chris Carter    | Chris Carter                                                   | 2000. november 19.     | 08x04     |
| 4  | „Sivatagi szekta” “Roadrunners”               | Rod Hardy       | Vince Gilligan                                                 | 2000. november 26.     | 08x05     |
| 5  | „Könyörgés” “Invocation”                      | Richard Compton | David Amann                                                    | 2000. december 3.      | 08x06     |
| 6  | „Fordított gyilkosság” “Redrum”               | Peter Markle    | Forgatókönyv: Steven Maeda Sztori: Steven Maeda & Daniel Arkin | 2000. december 10.     | 08x03     |
| 7  | „Via Negativa” “Via Negativa”                 | Tony Wharmby    | Frank Spotnitz                                                 | 2000. december 17.     | 08x07     |
| 8  | „Biztos halál” “Surekill”                     | Terrence O'Hara | Greg Walker                                                    | 2001. január 7.        | 08x09     |
| 9  | „A hulladékfeldolgozó” “Salvage”              | Rod Hardy       | Jeffrey Bell                                                   | 2001. január 14.       | 08x10     |
| 10 | „Kárhozat” “Badlaa”                           | Tony Wharmby    | John Shiban                                                    | 2001. január 21.       | 08x12     |
| 11 | „A lélekevő §” “The Gift”                     | Kim Manners     | Frank Spotnitz                                                 | 2001. február 4.       | 08x11     |
| 12 | „Medúza” “Medusa”                             | Richard Compton | Frank Spotnitz                                                 | 2001. február 11.      | 08x13     |
| 13 | „Körforgás §” “Per Manum”                     | Kim Manners     | Chris Carter & Frank Spotnitz                                  | 2001. február 18.      | 08x08     |
| 14 | „Ez nem lehet igaz §” “This Is Not Happening” | Kim Manners     | Chris Carter & Frank Spotnitz                                  | 2001. február 25.      | 08x14     |
| 15 | „Élőhalottak §” “Deadalive”                   | Tony Wharmby    | Chris Carter & Frank Spotnitz                                  | 2001. április 1.       | 08x15     |
| 16 | „Három szó §” “Three Words”                   | Tony Wharmby    | Chris Carter & Frank Spotnitz                                  | 2001. április 8.       | 08x18     |
| 17 | „Empedoklész” “Empedocles”                    | Barry K. Thomas | Greg Walker                                                    | 2001. április 22       | 08x17     |
| 18 | „Jönnek §” “Vienen”                           | Rod Hardy       | Steven Maeda                                                   | 2001. április 29.      | 08x16     |
| 19 | „Egyedül” “Alone”                             | Frank Spotnitz  | Frank Spotnitz                                                 | 2001. május 6.         | 08x19     |
| 20 | „Lényeg §” “Essence”                          | Kim Manners     | Chris Carter                                                   | 2001. május 13.        | 08x20     |
| 21 | „Létezés §” “Existence”                       | Kim Manners     | Chris Carter                                                   | 2001. május 20.        | 08x21     |

## Kilencedik évad (2001–2002)
| #  | Cím                                                                              | Rendezte          | Írta                                                                              | Eredeti vetítés dátuma | Prod. kód |
| -- | -------------------------------------------------------------------------------- | ----------------- | --------------------------------------------------------------------------------- | ---------------------- | --------- |
| 1  | „Ma nem történt semmi említésre méltó §” “Nothing Important Happened Today”      | Kim Manners       | Chris Carter & Frank Spotnitz                                                     | 2001. november 11.     | 09x01     |
| 2  | „Ma nem történt semmi említésre méltó 2 §” “Nothing Important Happened Today II” | Tony Wharmby      | Chris Carter & Frank Spotnitz                                                     | 2001. november 18.     | 09x02     |
| 3  | „Dæmonicus” “Dæmonicus”                                                          | Frank Spotnitz    | Frank Spotnitz                                                                    | 2001. december 2.      | 09x03     |
| 4  | „4-D” “4-D”                                                                      | Tony Wharmby      | Steven Maeda                                                                      | 2001. december 9.      | 09x05     |
| 5  | „Legyek ura” “Lord of the Flies”                                                 | Kim Manners       | Thomas Schnauz                                                                    | 2001. december 16.     | 09x06     |
| 6  | „Ne bízz senkiben §” “Trust No 1”                                                | Tony Wharmby      | Chris Carter & Frank Spotnitz                                                     | 2002. január 6.        | 09x08     |
| 7  | „Az ismeretlen férfi” “John Doe”                                                 | Michelle MacLaren | Vince Gilligan                                                                    | 2002. január 13.       | 09x07     |
| 8  | „Örök pokoljárás” “Hellbound”                                                    | Kim Manners       | David Amann                                                                       | 2002. január 27.       | 09x04     |
| 9  | „Származás §” “Provenance”                                                       | Kim Manners       | Chris Carter & Frank Spotnitz                                                     | 2002. március 3.       | 09x10     |
| 10 | „Gondviselés §” “Providence”                                                     | Chris Carter      | Chris Carter & Frank Spotnitz                                                     | 2002. március 10.      | 09x11     |
| 11 | „Audrey Pauley” “Audrey Pauley”                                                  | Kim Manners       | Steven Maeda                                                                      | 2002. március 17.      | 09x13     |
| 12 | „Legbelül” “Underneath”                                                          | John Shiban       | John Shiban                                                                       | 2002. március 31.      | 09x09     |
| 13 | „Valószínűtlen” “Improbable”                                                     | Chris Carter      | Chris Carter                                                                      | 2002. április 7.       | 09x14     |
| 14 | „Félelmetes szörnyek” “Scary Monsters”                                           | Dwight Little     | Thomas Schnauz                                                                    | 2002. április 14.      | 09x12     |
| 15 | „Cápaveszély” “Jump the Shark”                                                   | Cliff Bole        | Vince Gilligan & John Shiban & Frank Spotnitz                                     | 2002. április 21.      | 09x15     |
| 16 | „William §” “William”                                                            | David Duchovny    | Forgatókönyv: Chris Carter Sztori: David Duchovny & Frank Spotnitz & Chris Carter | 2002. április 28.      | 09x17     |
| 17 | „A búcsú” “Release”                                                              | Kim Manners       | Forgatókönyv: David Amann Sztori: John Shiban & David Amann                       | 2002. május 5.         | 09x16     |
| 18 | „Boldog napok” “Sunshine Days”                                                   | Vince Gilligan    | Vince Gilligan                                                                    | 2002. május 12.        | 09x18     |
| 19 | „Az igazság §” “The Truth”                                                       | Kim Manners       | Chris Carter                                                                      | 2002. május 19.        | 09x19     |
| 20 | „Az igazság 2 §” “The Truth II”                                                  | Kim Manners       | Chris Carter                                                                      | 2002. május 19.        | 09x20     |

## X-akták: Hinni akarok(2008)
| Cím | Rendezte     | Írta                          | Eredeti bemutató dátuma | Magyarországi bemutató dátuma | Eredeti DVD megjelenés dátuma | Magyarországi DVD megjelenés dátuma |
| --- | ------------ | ----------------------------- | ----------------------- | ----------------------------- | ----------------------------- | ----------------------------------- |
| X-akták: Hinni akarok | Chris Carter | Frank Spotnitz & Chris Carter | 2008. július 25.        | 2008. július 24.              | 2008. december 2.             | 2008. december 10.                  |
| Nők tűnnek el sorozatban a vidéki Virginia állam hófödte dombjai között, s nyomként groteszk emberi testrészek maradnak hátra utánuk, melyeket a hó és jég alatt rejtettek el az országút mentén. A hatóságok számára pusztán egy bukott pap kétséges látomásai állnak rendelkezésre, így az FBI felkeresi az egyetlen embert, aki valaha a kötelékben szolgálva találkozott már hasonló esetekkel. A lezárt X-akták újra megnyílnak egy olyan ügy kibontakozásakor, amely titkos, meglehetősen bizarr orvosi kísérletek helyszínére vezeti a régi énjét visszanyerő Fox Muldert és múltat végleg maga mögött hagyni kívánt Dr. Dana Scullyt. |              |                               |                         |                               |                               |                                     |

## Tizedik évad (2016)
| # | Cím                                                     | Rendezte     | Írta                                                                          | Eredeti vetítés dátuma | Prod. kód |
| - | ------------------------------------------------------- | ------------ | ----------------------------------------------------------------------------- | ---------------------- | --------- |
| 1 | „Az én harcom §” “My Struggle”                          | Chris Carter | Chris Carter                                                                  | 2016. január 24.       | 10x01     |
| 2 | „Mutáció” “Founder's Mutation”                          | James Wong   | James Wong                                                                    | 2016. január 25.       | 10x05     |
| 3 | „A gyíkember” “Mulder and Scully Meet the Were-Monster” | Darin Morgan | Darin Morgan                                                                  | 2016. február 1.       | 10x03     |
| 4 | „A graffiti” “Home Again”                               | Glen Morgan  | Glen Morgan                                                                   | 2016. február 8.       | 10x02     |
| 5 | „A merénylet” “Babylon”                                 | Chris Carter | Chris Carter                                                                  | 2016. február 15.      | 10x04     |
| 6 | „Az én harcom 2 §” “My Struggle II”                     | Chris Carter | Forgatókönyv: Chris Carter Sztori: Chris Carter, Margaret Fearon & Anne Simon | 2016. február 22.      | 10x06     |

## Tizenegyedik évad (2018)
| #  | Cím                                                  | Rendezte     | Írta                            | Eredeti vetítés dátuma | Prod. kód |
| -- | ---------------------------------------------------- | ------------ | ------------------------------- | ---------------------- | --------- |
| 1  | „Az én harcom 3 §” “My Struggle III”                 | Chris Carter | Chris Carter                    | 2018. január 3.        | 11x01     |
| 2  | „Ez” “This”                                          | Glen Morgan  | Glen Morgan                     | 2018. január 10.       | 11x02     |
| 3  | „Még valaki” “Plus One”                              | Kevin Hooks  | Chris Carter                    | 2018. január 17.       | 11x03     |
| 4  | „A verejték medrei” “The Lost Art of Forehead Sweat” | Darin Morgan | Darin Morgan                    | 2018. január 24.       | 11x04     |
| 5  | „A lidérc §” “Ghouli”                                | James Wong   | James Wong                      | 2018. január 31.       | 11x05     |
| 6  | „Cicus” “Kitten”                                     | Carol Banker | Gabe Rotter                     | 2018. február 7.       | 11x06     |
| 7  | „Robotok lázadása” “Rm9sbG93ZXJz”                    | Glen Morgan  | Shannon Hamblin & Kristen Cloke | 2018. február 28.      | 11x07     |
| 8  | „Ismerős” “Familiar”                                 | Holly Dale   | Benjamin Van Allen              | 2018. március 7.       | 11x09     |
| 9  | „Semmi sem tart örökké” “Nothing Lasts Forever”      | James Wong   | Karen Nielsen                   | 2018. március 14.      | 11x08     |
| 10 | „Az én harcom 4 §” “My Struggle IV”                  | Chris Carter | Chris Carter                    | 2018. március 21.      | 11x10     |

## Videómegjelenések
Az X-akták többepizódos kalandjait korábban önálló filmként is kiadták VHS-en.
- X-akták: Amit még senki sem látott (1994) → 2/25 Anasazi (Anasazi) + 3/01 Az áldást hozó ének (The blessing way) + 3/02 A gemkapocs-akció (Paper clip)
- X-akták: A zárt ajtók rejtélye (1994) → 1/02 A gumiember (Squeeze) + 1/20 A gumiember visszatér (Tooms)
- X-akták: 82517 (1994) → 3/09 A vonat (Nisei) + 3/10 Félemberek (731)
- X-akták: Az idegen keze (1994) → 3/24 Leányka, kelj fel! (Talitha cumi) + 4/01 Minden meghal (Herrenvolk)
- X-akták: A földönkívüli gyilkos (1996) → 2/16 A látogató (Colony) + 2/17 Végjáték (End game)
- X-akták: Tunguska (1996) → 4/09 Tunguszka 1. (Tunguska) + 4/10 Tunguszka 2. (Terma)
- X-akták: Az eltűnt idő rejtélye (1997) → 4/17 Az eltűnt idő (Tempus fugit) + 4/18 A tó titka (Max)
- X-akták: Halálmezsgye (1997) → 4/24 A Gecsemáni-kert (Gethsemane) + 5/01 Redux + 5/02 Redux II
- X-akták: Emily (1997) → 5/06 Karácsonyi ének (Christmas carol) + 5/07 Emily
- X-akták: Szkepszis (1998) → 5/13 X páciens (Patient X) + 5/14 A vörös és a fekete (The Red and the Black)
- X-akták: Végjáték (1998) → 5/20 Vég (The End) + 6/01 Kezdet (The Beginning)
- X-akták: Álomvilág (1999) → 6/4 Álomvilág 1. (Dreamland) + 6/5 Álomvilág 2. (Dreamland II)
- X-akták: Az igazság (1999) → 6/11 Két apa (Two Fathers) + 6/12 Egy fiú (One Son)
- X-akták: Biogenezis (1999) → 6/22 Biogenezis (Biogenesis) + 7/01 Az élet eredete (The sixth Extinction) + 7/02 A hatodik kipusztulás (The sixth Extinction II: Amor Fati)
- X-akták: Lezárt ügy (2000) → 7/10 Lezárt ügy (Sein und Zeit) + 7/11 Lét és idő (Closure)
- X-akták: Rekviem (2000) → 7/22 Rekviem (Requiem) + 8/01 (Ellopott lelkek  (Within) + 8/02 Ellopott lelkek 2. (Without)
- X-akták: Élőhalottak (2001) → 8/14 Ez nem lehet igaz (This is not happening) + 8/15 Élőholtak (Deadalive)
- X-akták: Egzisztenicia (2002) → 8/20 Lényeg (Essence) + 8/21 Létezés (Existence)